# Сборная Израиля по пляжному футболу
Сборная Израиля по пляжному футболу (ивр. נבחרת ישראל בכדורגל חופים‎) — национальная команда, которая представляла Израиль на международных соревновательных дисциплинах по пляжному футболу. Управлялась Израильской футбольной ассоциацией.
Команда существовала с 2007 по 2013 год, но никогда не участвовала розыгрышах чемпионатов мира.

## История
В июне 2007 года под контролем Израильской футбольной ассоциацией была запущена местная лига пляжного футбола. Свой первый матч сборная Израиля по пляжному футболу провела 1 июня 2007 года в Нетаньи против Англии под руководством тренера Беньямина Лама. Встреча завершилась победой хозяев со счётом 6:5, а голы в составе израильтян забили Алон Мизрахи и Ицик Зохар.
В июне 2007 года команда сыграла в предварительном раунде Евролиги в Дивизионе «Б». Израиль сыграл против России (6:6 основное время, 6:7 по пенальти) и Греции (2:1), но не смогла выйти в следующий раунд. Капитан команды Цахи Илос стал лучшим бомбардиром своей группы (оформил шесть голов в ворота россиян) и получил приз лучшего игрока.

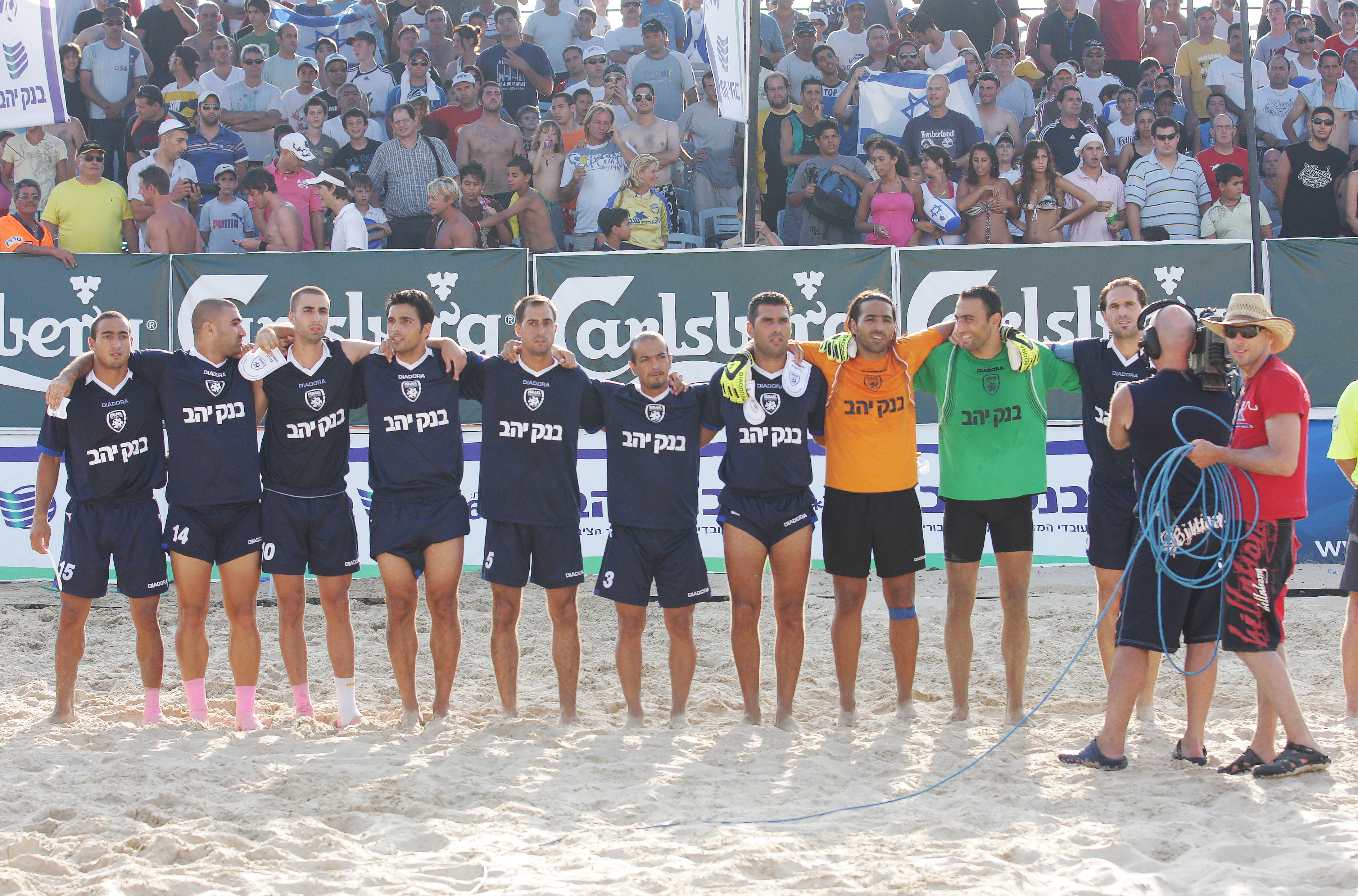
Команда на Кубке вызова 2008 года

В следующем месяцев в Нетаньи был проведён турнир Даймондз, где Израиль обыграл в полуфинале Турцию (6:3), а в финале — Германию (4:3). В июне 2008 года Израиль завоевал победу на Кубке вызова. Эран Леви был удостоен приза лучшего вратаря, а Цахи Илос — лучшего бомбардира.

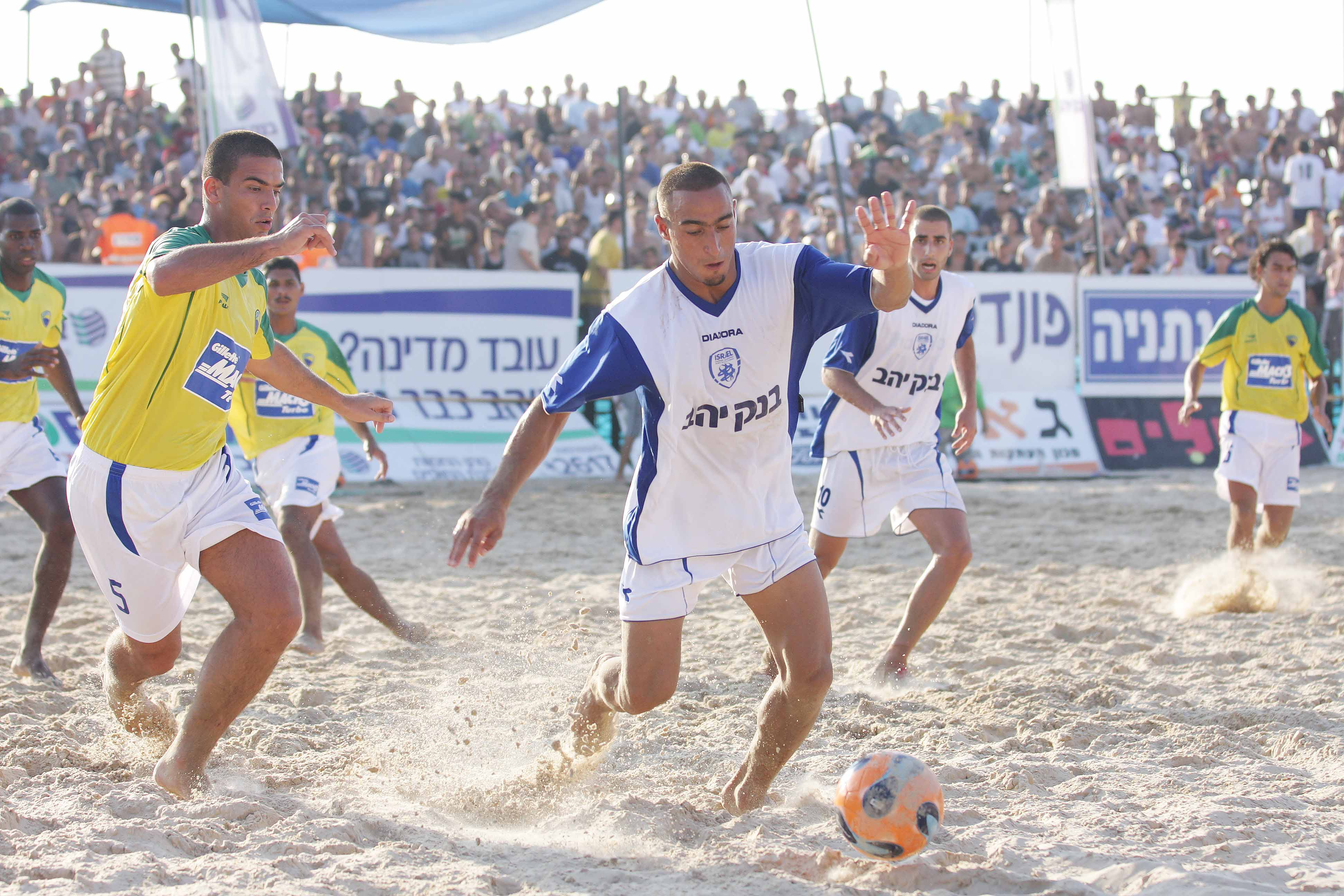
Матч против Бразилии

11 июля 2008 года в рамках празднования 60-летия независимости Израиля команда провела товарищеский матч против чемпионов мира по пляжному футболу — сборной Бразилии. Встреча завершилась разгромным поражением хозяев со счётом 3:11.
Лучший результат в Евролиги команда показала в 2011 году, когда заняла третье место в дивизионе «Б», обыграв в решающем матче Белоруссию.
В последний раз сборная Израиля выступила на международном уровне в 2013 году в Евролиги, когда завершила турнир матчем за третье место в дивизионе «Б», где проиграла Венгрии (1:3).

## Статистика

### Квалификация на чемпионат мира
| Год   | Результат      | И  | В | В+ | П | ГЗ | ГП |
| ----- | -------------- | -- | - | -- | - | -- | -- |
| 2009  | 1/8 финала     | 4  | 1 | 0  | 3 | 14 | 19 |
| 2011  | Групповой этап | 3  | 1 | 0  | 2 | 11 | 15 |
| 2013  | 1/8 финала     | 4  | 1 | 0  | 3 | 12 | 14 |
| Всего | 3/9            | 11 | 3 | 1  | 8 | 37 | 48 |